# Kivijoki (vattendrag i Finland, Lappland, lat 68,38, long 26,42)
Kivijoki är ett vattendrag i Finland.   Det ligger i landskapet Lappland, i den norra delen av landet, 900 km norr om huvudstaden Helsingfors.